# Ur-nigin
Un-nigin – według Sumeryjskiej listy królów pierwszy władca należący do IV dynastii z Uruk. Dotyczący go fragment brzmi następująco:
„W Uruk Ur-nigin został królem i panował przez 7 lat”.